# Internationella mensdagen

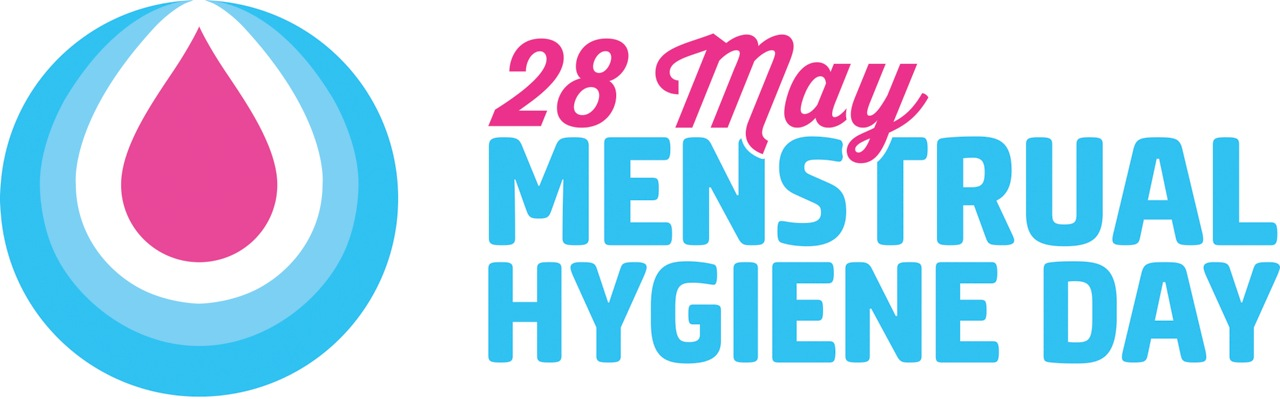
Internationella mensdagens logotyp.

Internationella mensdagen, även Menshhygiendagen, är en internationell temadag som årligen 28 maj uppmärksammar och sprider kunskap om kvinnors menstruation. Den initierades av den tyska frivilligorganisationen WASH United (WAter, Sanitation and Hygiene) som arbetar för rent vatten, hygien och avlopp.
Mensdagen lanserades första gången 2014, och året före hade en kampanj genomförts maj månads första 28 dagar. Datumet är valt eftersom en menstruationscykeln i regel är 28 dagar, och maj för att det är den femte månaden och menstruationen brukar vara i fem dagar.
Kampanjerna under Internationella mensdagen arrangeras för att ta bort tabun som finns runt mens. I utvecklingsländer ligger fokus på hygien och intimartiklar till kvinnorna, samt att skapa en medvetenhet om behovet. I industriländer ligger fokus på att bryta tabun och motarbeta myter kring menstruation genom att försöka föra ut menstruation som ett självklart ämne i det offentliga samtalet.

## Galleri

Water for People i Uganda uppmärksammar Internationella mensdagen 2014. På plakatet står "Låt oss börja prata om mens".
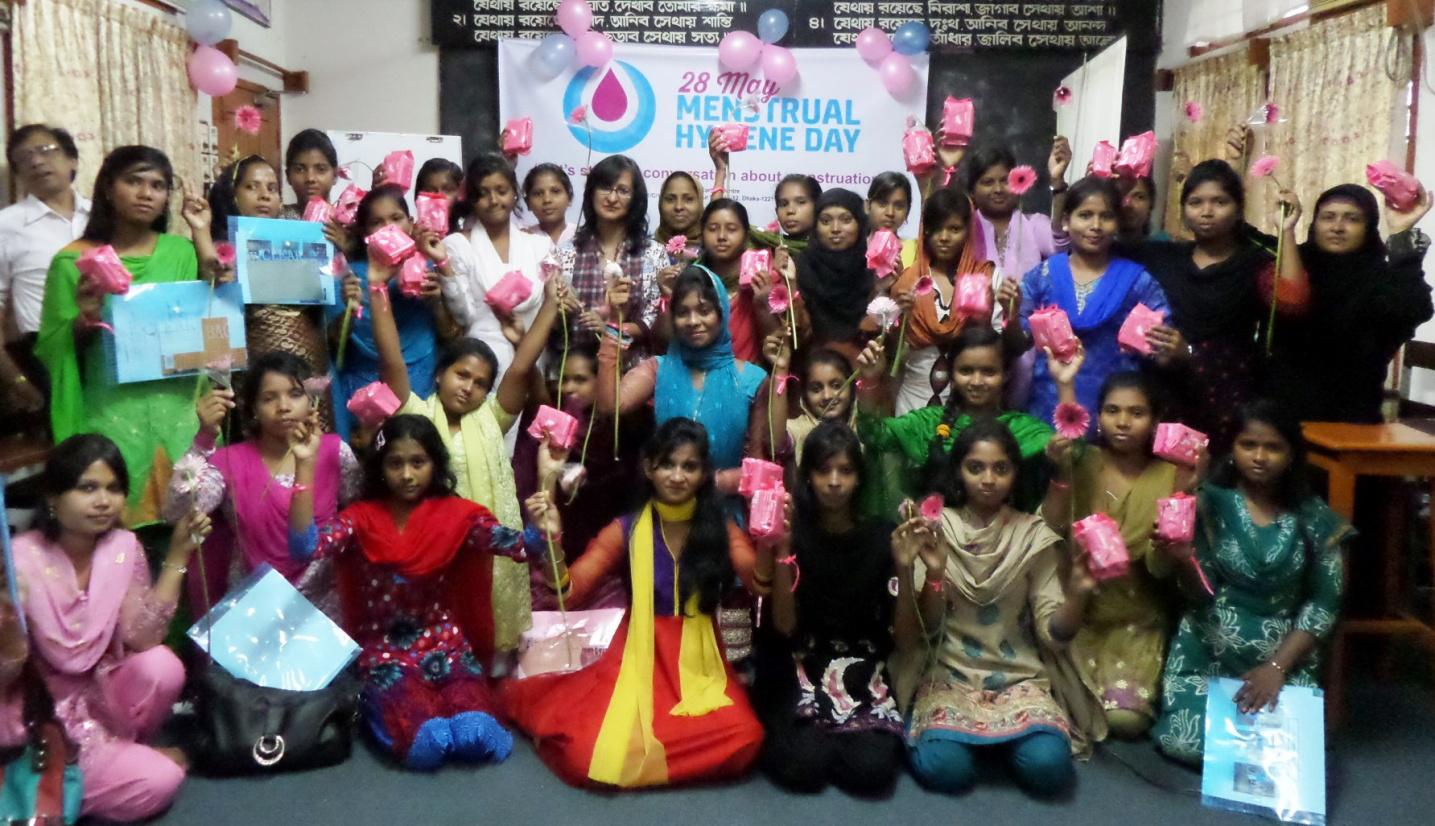
Organisationen Water & Sanitation for the Urban Poor, ungefär "Vatten och avlopp för stadens fattiga", uppmärksammar dagen i Bangladesh.
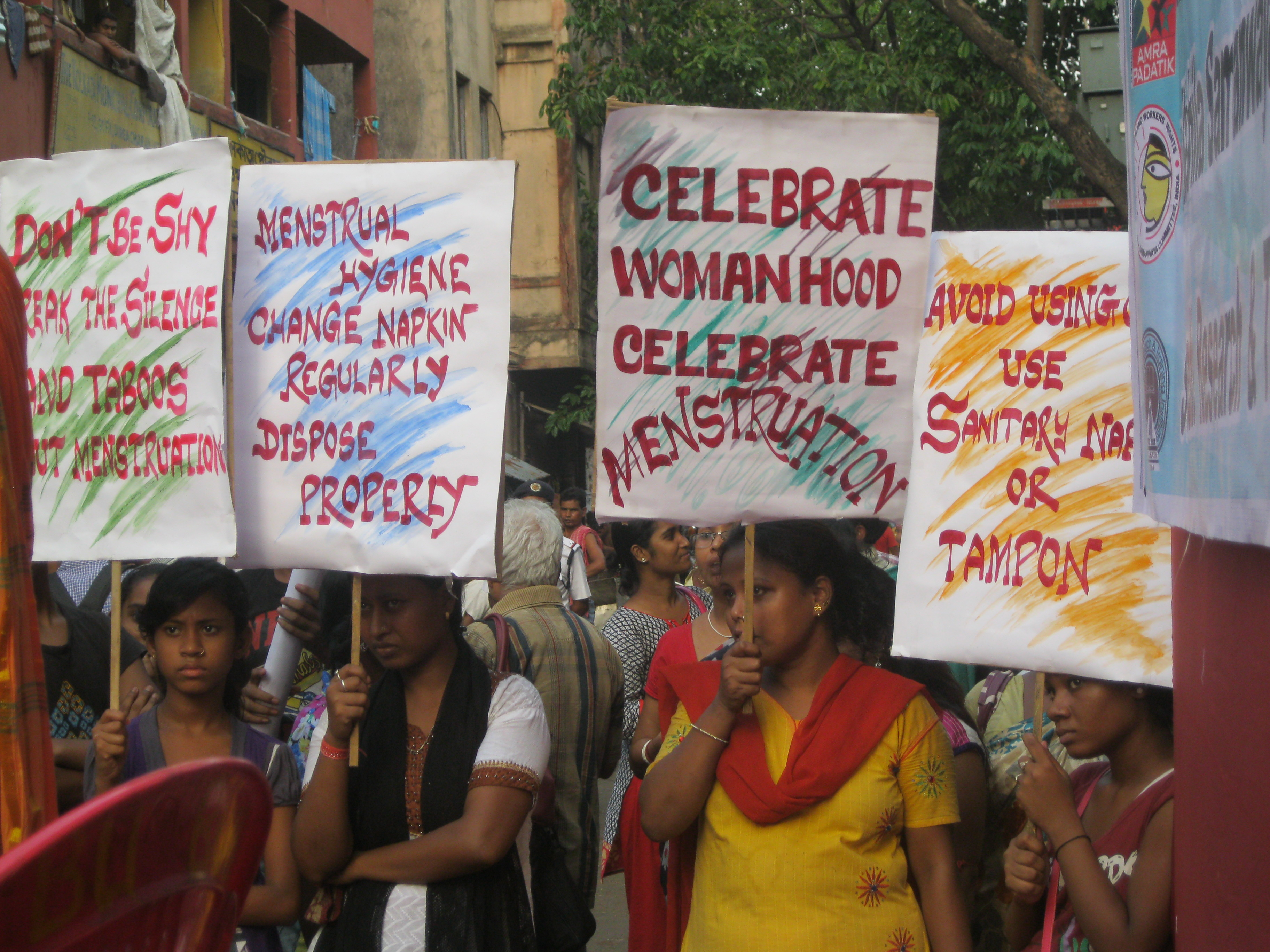
Organisationen Amra Padatik, som arbetar för barn till sexarbetare i Indien uppmanar till god hygien, bryta tabun och att hylla ett naturligt tillstånd.